# Linie kolejowe w Polsce
Linie kolejowe w Polsce – elementy systemu transportowego w Polsce na który składają się linie normalnotorowe, szerokotorowe i wąskotorowe.
Długość linii kolejowych w Polsce, będących w eksploatacji wszystkich zarządców infrastruktury (zarówno normalnotorowych, jak i szerokotorowych), wyniosła w 2021 r. 19 326 km. Długość linii kolejowych zelektryfikowanych wyniosła w 2021 r. 12 156 km. Udział linii zelektryfikowanych w ogóle długości eksploatowanych linii w Polsce wyniósł 62,9%.
W 2021 r. udział linii o prędkości maksymalnej powyżej 160 km/h wyniósł 2,11%. Udział linii kolejowych o parametrach od 120 do 160 km wyniósł 15,14%.
Normalnotorowe i szerokotorowe linie kolejowe w Polsce według wykazów i numeracji zarządców udostępniających infrastrukturę przewoźnikom kolejowym:
- Linie kolejowe CTL Maczki-Bór
- Linie kolejowe Infra Silesia
- Linie kolejowe JSK
- Linie kolejowe KPK – LK
- Linie kolejowe PKP PLK[3]
- Linie kolejowe UBB Polska.

## Kategorie linii kolejowych
Linie kolejowe na terenie Polski podzielone zostały według parametrów eksploatacyjnych na 4 kategorie:
| Lp. | Kategoria linii kolejowej | Obciążenie przewozami T [Tg/rok] | Prędkość maksymalna Vmax [km/h] | Prędkość maksymalna pociągów towarowych Vmax [km/h] |
| --- | ------------------------- | -------------------------------- | ------------------------------- | --------------------------------------------------- |
| 1   | Magistralne (0)           | T ≥ 25                           | 120 < Vmax ≤ 250                | 80 < Vmax ≤ 120                                     |
| 2   | Pierwszorzędne (1)        | 10 ≤ T < 25                      | 80 < Vmax ≤ 120                 | 60< Vmax ≤ 80                                       |
| 3   | Drugorzędne (2)           | 3 ≤ T < 10                       | 60 < Vmax ≤ 80                  | 50 < Vmax ≤ 60                                      |
| 4   | Znaczenia miejscowego (3) | T < 3                            | Vmax ≤ 60                       | Vmax ≤ 50                                           |

Decyzję o zakwalifikowaniu linii kolejowej do odpowiedniej kategorii lub zmianie kategorii podejmuje zarządca infrastruktury.

### Linie małoobciążone
Linie małoobciążone w Polsce charakteryzują się następującymi parametrami:
- linia jedno- lub dwutorowa;
- 12–15 par pociągów dziennie, nie więcej niż 3–5 pociągów na odcinku jednocześnie oraz nie więcej niż 2–3 pociągi na godzinę;
- ruch pasażerski, towarowy lub mieszany;
- maksymalna prędkość techniczna wynosi mniej niż 80 km/h.

W Polsce funkcjonuje ok. 4600 km linii małoobciążonych, co stanowi prawie 25% całej sieci. Linie te uznawane są za generator kosztów.

## Linie kolejowe o znaczeniu państwowym
Linia kolejowa o znaczeniu państwowym to linia kolejowa, której utrzymanie i eksploatacja uzasadniona jest ważnymi względami gospodarczymi, społecznymi, ekologicznymi lub obronnymi.
Linia kolejowa o znaczeniu obronnym to linia kolejowa o znaczeniu państwowym, której utrzymanie i eksploatację uzasadniają względy obronności państwa, w tym potrzeby Sił Zbrojnych Rzeczypospolitej Polskiej i wojsk sojuszniczych w czasie podwyższenia gotowości obronnej państwa i w czasie wojny, planowana do objęcia osłoną techniczną.
Linia kolejowa o znaczeniu wyłącznie obronnym to linia kolejowa o znaczeniu państwowym, dla której jedynym kryterium zaliczenia do linii o znaczeniu państwowym są względy obronności państwa, w tym potrzeby Sił Zbrojnych Rzeczypospolitej Polskiej i wojsk sojuszniczych we wszystkich stanach gotowości obronnej państwa i w czasie wojny.